# Guerra Brooks–Baxter
A Guerra Brooks-Baxter, foi um conflito armado ocorrido em Little Rock, Arkansas, Estados Unidos, em 1874, entre facções do Partido Republicano. O principal motivo do surgimento desses dois grupos rivais dentro do partido foi a ratificação da constituição do Arkansas em 1868, que uniu o estado novamente aos Estados Unidos após o fim da Guerra Civil Americana. 
Porém para que essa reunião fosse possível o congresso americano exigia que os estados rebeldes aceitassem a 14ª emenda da constituição, que estabelecia direitos civis aos negros, em contrapartida tirando o direito ao voto de ex-soldados confederados, alguns políticos se recusaram a aceitar tais termos e abandonaram a política, enquanto os remanescentes unionistas, começaram a redigir a nova constituição do estado, porém durante esse processo, divergências internas ocorreram levando a divisão do partido em dois grupos, os “Minstrel”, liderados por Elisha Baxter e os “Brindle Tail”, liderados por Joseph Brooks.
Em 1872 as eleições governamentais terminaram com a vitória de Elisha Baxter, porém a justiça alegando que as eleições foram fraudulentas, colocaram Brooks no posto de governador, isso desencadearia desentendimentos, e Baxter tomaria o poder a força, deflagrando disputas armadas entre os dois grupos, que terminariam com a intervenção do presidente Ulysses S. Grant, que pôs fim aos conflitos e manteve o governador Baxter no poder. O incidente foi seguido pela nova constituição do estado de 1874, marcando o fim da reconstrução do Arkansas, o Partido Republicano se enfraqueceu após o ocorrido, sendo que os democratas governariam o estado por mais de 90 anos. 

## História

### Constituição de 1868
Após o fim da Guerra Civil Americana, os estados rebelados se encontravam em total desordem, a escravidão era a chave da economia desses estados, e o fim da mesma resultou em terríveis efeitos econômicos. Nortistas a quem os sulistas chamavam de “Carpetbaggers”, chegaram ao sul para participar do processo de reconstrução dos estados rebeldes. Em 1866 o congresso começou a ficar preocupado com o que acontecia no Arkansas, fazendeiros pró revolução e ex-oficiais do Exército Confederado, foram reeleitos para postos dentro do governo, sendo que se recusavam a aceitar a concessão de direitos civis aos negros e outras medidas adotadas nos estados do norte, com isso em 1867 o congresso americano assinou o ato de reconstrução, que obrigava que os estados aceitassem a 14ª emenda da constituição, que garantia direitos civis aos negros, em troca da aceitação desses estados na união.
No outono de 1867 o Arkansas formou sua convenção para formação da nova constituição do estado, que se encontraria em Little Rock em janeiro de 1868. Essa nova constituição requeria direito ao voto aos negros, além de vários outros direitos civis. O governador recebeu também amplos poderes de nomeação sem aprovação legislativa, incluindo o poder de nomear altos funcionários do estado como juízes da suprema corte. O governador também foi eleito presidente de praticamente todas as organizações estatais, incluindo o conselho de administração da recém-criada universidade técnica do estado, o conselho de impressão pública e até da comissão ferroviária. Também privou de seus direitos temporariamente os ex-oficiais do Exército Confederado e as pessoas que se recusaram a jurar lealdade à igualdade civil e política de todos os homens.
Nessa época o Partido Democrata se encontrava arrasado, e a exemplo dos republicanos estava dividido entre políticos progressistas, conservadores e reacionários, dentro da cúpula do partido havia aqueles contrários a concessão de direitos civis aos negros, e aqueles favoráveis assim como haviam desentendimentos em relação ao tratamento aos ex-oficiais confederados. 

### Eleição de 1868

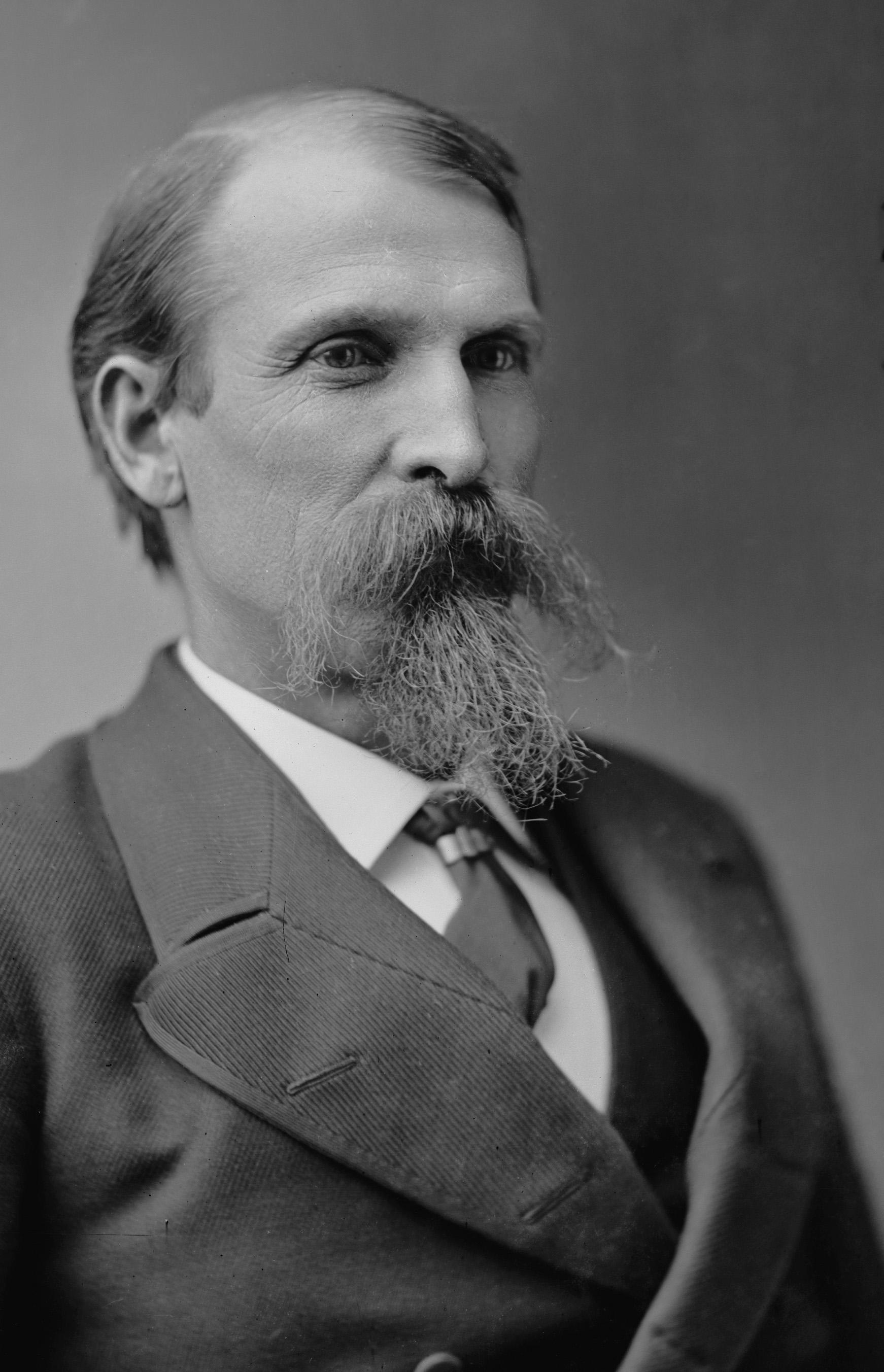
Powell Clayton, eleito governador do Arkansas em 1868, e mais tarde também eleito senador do estado.

Em abril de 1868, Powell Clayton, brigadeiro-general do Exército dos Estados Unidos, que havia permanecido no Arkansas ao fim da guerra civil e se casado com uma mulher da localidade, foi eleito o governador do estado, pelo Partido Republicano. Contudo as eleições foram marcadas por escândalos fraudulentos, como por exemplo o fato de que se tinham mais votos computados do que o número de cidadãos aptos a votar. Em julho de 1868, apesar dos problemas no processo eleitoral, Clayton foi empossado como governador e o estado do Arkansas voltou a fazer parte da união. Enquanto isso a assembleia geral se reunia para discutir a nova legislação que entraria em vigência.
Quando Clayton assumiu o poder ele passou a colocar grandes pessoas influentes dentro do Partido Republicano em cargos de importância dentro do governo, porém o governador não conseguiu encontrar um lugar para Joseph Brooks, que era o grande rival eleitoral de Clayton, acirrando assim a rivalidade entre os dois membros do partido.
Os democratas do estado, que se autodenominavam "conservadores" para se diferenciar dos republicanos radicais, ficaram furiosos com o fato de os libertos (ex-escravos), terem sido não apenas emancipados, mas encobertos pelo status de cidadãos, com plenos direitos civis, o pior de tudo, na opinião dos democratas, era o fato de os libertos serem autorizados a votar, ao mesmo tempo que os ex-oficiais confederados foram privados deste direito.
A violência logo eclodiu em todo o estado, ex-oficiais do Exército Confederado na vizinha Memphis, Tennessee, formaram o Ku Klux Klan para lutar contra a nova ordem. O Klan se espalhou rapidamente pelo Arkansas. Membros do Partido Republicano, incluindo o congressista James Hinds, foram atacados, assim como cidadãos negros que procuravam exercer seus novos direitos civis. Hinds e Brooks foram emboscados por pistoleiros na estrada no Condado de Monroe, enquanto viajavam para um evento político. Brooks foi gravemente ferido e Hinds foi morto. Hinds foi o primeiro membro do congresso a ser assassinado, e seu assassinato criou repulsa nacional pela violência política em curso no sul. O inquérito de um médico legista identificou um funcionário democrata local e um membro da Klan como suspeitos do assassinato. Muitos contemporâneos culparam o Ku Klux Klan, que havia ameaçado matar Hinds e estava matando e agredindo ativamente outros republicanos, de cometerem o crime. A medida que a violência se espalhava por todo o estado, Clayton declarou lei marcial em 14 municípios.
Muitos jornais democratas negaram a existência do sigiloso Ku Klux Klan, enquanto relatavam a violência. Uma milícia estatal foi organizada para conter a violência, porém mal equipada, sem uniformes, e com armas e montarias de péssima qualidade, a milícia era frequentemente confundida com bandos de saqueadores, desencadeando uma breve sensação de terror em todo o estado, fato muito semelhante ao que estava acontecendo na Carolina do Norte, ao mesmo tempo, no que ficou conhecido como Guerra de Kirk-Holden.
Temendo não poder garantir a integridade dos locais de votação, Clayton cancelou as eleições de outono em condados onde a violência política havia eclodido. Ao fazer isso, no entanto, ele reduziu ainda mais o número de votos democrata, e o estado acabou apoiando a eleição do presidente Grant, o candidato republicano, apesar da população ser majoritariamente democrata.

### Gestão Powell Clayton
A maior parte do Sul precisava desesperadamente de infraestrutura e estava atrás do resto do país nesse aspecto. Clayton usou várias táticas para pagar pelas mudanças de infraestrutura necessárias no estado, ele aumentou os impostos e tentou consertar o crédito ruim do estado pagando e emitindo títulos, porém todas essas táticas falharam e levaram o estado a contrair dívidas pesadas. 
A introdução de mais impostos provou ser extremamente impopular entre democratas e republicanos, e o povo do estado simplesmente não tinha tanto dinheiro para doar. As emissões de títulos geraram polêmica e foram a fonte de escândalos na administração. Todos os antigos títulos ferroviários e de infraestrutura, que já haviam sido declarados ilegais pelo Supremo Tribunal do Arkansas, foram reunidos em um ato de financiamento e aprovados pelo legislador. Muitos títulos foram emitidos para estradas e ferrovias que nunca foram construídas. 
A parte do dinheiro que realmente foi utilizada fora usado em projetos de construção e investido em infraestrutura pública. No entanto, a dívida do estado aumentou dramaticamente. O estado tinha um superávit orçamentário quando Clayton assumiu o cargo, mas no final de seu mandato, a dívida do estado havia aumentado para 5 milhões de dólares.

### Minstrel e Brindle Tails
O “Scalawag” grupo republicano nativo do Arkansas e o "Carpetbagger" migrantes republicanos radicais, decidiram formar uma coalizão para assumir o controle total do estado em 1868, no entanto, uma vez exercendo esse poder os gastos extravagantes dos “Carpetbaggers” criaram um racha dentro da cúpula do partido dividindo esse bloco em dois, fazendo com que os “Scalawags” passassem a denunciar tais práticas adotadas pelos seus agora rivais.
Os “Scalawags” reuniram-se em convenções denominando-se um grupo de "liberais republicanos" trazendo consigo uma populista plataforma para anistia universal, sufrágio universal, as reformas econômicas e o fim da chamada ditadura Clayton. Um pequeno grupo de “Claytonistas”, descontentes com a extravagância da administração, também desertaram para este grupo, entre eles estava Joseph Brooks que tornou-se o líder natural do novo grupo. Brooks era um pregador metodista que tinha sido um capelão do Exército da União. Ele era conhecido por seus discursos inflamados que uniam temas políticos e religiosos. Ele tinha sido o presidente da convenção estadual republicana em 1868, e era naquele momento o senador estadual do Condado de White e Pulaski County. Embora tivesse feito parte dos “Carpetbaggers” desde o início, o governador Clayton não tinha dado a ele uma posição dentro do governo, vendo Brooks como um rival potencial.
Os “Claytonistas” começaram a chamar a nova facção de "Brindle Tails". Por sua parte, os “Brindle Tails” se referiam aos “Carpetbaggers” e “Claytonistas” republicanos, como "Minstrels". Os “Brindle Tails” queriam desesperadamente Clayton fora do gabinete do governador, aproveitando-se do vice-governador James M. Johnson ser um apoiador da causa dos “Brindle Tails”, era natural a ação de tentar se livrar de Clayton e deixar Johnson sucedê-lo.
Para retirar Clayton dos assuntos do estado, os “Brindle Tails” e os democratas decidiram que a única coisa que podiam fazer era elegê-lo para o Senado dos Estados Unidos. No entanto, mesmo ganhando por unanimidade, ele se recusou a assumir o posto, o que significaria deixar Johnson tornar-se governador. Em 1871, a casa do estado de representantes elaborou vários artigos propondo o impeachment de Clayton, porém todas essas medidas foram frustradas, e ajudaram apenas a arranhar a imagem de Johnson, que após a saída de Clayton do poder para assumir seu lugar no senado, renunciou ao seu posto de vice-governador não resistindo à pressão que vinha sofrendo, com isso A.O. Hadley um Claytonista convicto, assumiu o posto de governador em seu lugar.  

### Eleições de 1872

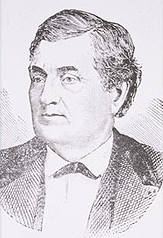
Elisha Baxter, eleito governador do Arkansas em eleições marcados por escândalos e controvérsias.

Na eleição governamental de 1872, a facção “Minstrel” nomeou Elisha Baxter como seu candidato. Baxter era um advogado, político e comerciante da Carolina do Norte, que tinha se estabelecido em Batesville, tendo uma longa vida dentro do Partido Whig. Ele foi eleito prefeito de Batesville em 1853 e eleito para o legislativo estadual em 1858. 
Joseph Brooks concorreu para governador representando os “Brindle Tails”. Brooks era um grande defensor dos direitos civis para os ex-escravos, mas também um defensor do perdão aos ex-confederados, que era o sentimento nacional dos republicanos liberais, e também de todo o estado do Arkansas. Nos dias antes da eleição e os dias depois, previsões e relatórios de fraude foram impressos diariamente nos jornais locais. Por causa das comunicações relativamente lentas, os dados de outros municípios iam chegando atrasados, criando uma nuvem de informações nebulosas e controversas. Houve inúmeros relatos de anomalias nos centros de votação do estado, incluindo nomes sendo inexplicavelmente retirados do registro de eleitores e pessoas que votaram sem comprovante de inscrição.
Até 15 de novembro, os dados computados apresentavam a vitória de Brooks. No dia seguinte, por causa das irregularidades e os votos que seriam jogados fora, o vencedor projetado era Baxter, por apenas 3.000 votos. A Assembleia Geral reuniu-se em 6 de janeiro para uma sessão especial conjunta para declarar Baxter, que por sua contagem tinha recebido a maioria dos votos, o vencedor legal da eleição. Depois de um breve discurso ele foi empossado pelo chefe de justiça John McClure. Ele então assumiu as funções de Governador do Estado do Arkansas.
Apoiadores de Brooks imediatamente afirmaram que a eleição tinha sido fraudada. Os democratas, e os “Brindle Tails”, com o apoio dos jornais não-republicanos denunciavam abertamente a eleição como fraudulenta, e insistiam que Brooks tinha de fato recebido a maioria dos votos. Os cidadãos em geral de ambas as partes, no entanto, aceitaram os resultados.

#### Tomada do Poder
Com a ajuda do general Robert F. Catterson, da milícia do estado, acompanhado por cerca de 20 homens armados, e tendo o aval da justiça local, Joseph Brooks marchou para o edifício Arkansas Capitol, situado em Little Rock. Eles pediram à Baxter para abandonar seu escritório, mas Baxter se recusou a fazê-lo. A multidão então obrigou Baxter a sair do edifício do Capitólio arrastando o governador até a rua.
Até o final da tarde, cerca de 300 homens armados tinham convergido no gramado do Capitólio, apoiadores de Brooks apreenderam o arsenal do estado e começaram a transformar a sede de governo em um local de batalha. Telegramas cobertos de assinaturas foram enviados ao presidente Ulysses S. Grant apoiando Brooks como o governador legal. Três dos cinco juízes da Suprema Corte também telegrafaram ao presidente em apoio à Brooks. Brooks também telegrafou ao Presidente pedindo apoio, ele também emitiu um comunicado à imprensa anunciando ser o novo governador. Os senadores do estado, Powell Clayton e Steven Dorsey reuniram-se com o presidente Grant, e enviaram uma mensagem para Brooks dando seu apoio.
Baxter se mudou para o St. Johns College, uma instituição maçônica a sudeste do estado. Baxter emitiu duas declarações à imprensa de seu escritório temporário, afirmando os seus direitos para o governo pelo voto do povo e pela decisão do legislador, ambos foram impressos no jornal Gazette. Ele recebeu o apoio de muitos democratas proeminentes na cidade, muitos dos quais tinham inicialmente votado em Brooks. Ele, então, emitiu um despacho ao presidente Grant explicando a situação, chamando Brooks e sua banda de "revolucionários", e afirmando que ele iria fazer tudo até e incluindo conflito armado para recuperar o controle dos órgãos do Estado. Ele pediu apoio do Governo Federal.
Brooks emitiu uma proclamação ao povo de Arkansas, pedindo-lhes o seu apoio. Baxter respondeu com uma proclamação ao povo de Arkansas declarando lei marcial em Pulaski County. Na noite de 16 de abril, o exército montado, que passou a ser chamado de "Hallie Riflers", escoltou Baxter de volta para a Anthony House, onde ele montou seu quartel-general, e de lá ele começou a tentar tomar parte dos negócios do estado mais uma vez.
A partir deste momento a praça da sede de governo se tornou um ambiente hostil formado por dois grupos dispostos a guerrear se preciso, para manter-se no poder, em meio a esses conflitos seriam registrados alguns óbitos de ambas as partes, assim como eventos aleatórios que terminaram em mortes que tinham ligação com a rixa política criada no estado.  
Em 3 de maio, homens que afirmavam estar agindo em nome de apoiadores de Baxter, sequestraram um trem de Memphis, Tennessee, e prenderam os juízes federais John E. Bennett e EJ Earle, pensando que o Tribunal não seria capaz de governar sem um quórum de Juízes, Baxter negou que eles estavam agindo sob sua direção. Os juízes foram levados para Benton, Arkansas. Durante vários dias, o seu paradeiro era desconhecido para os funcionários públicos federais que começaram uma busca pelos juízes. O juiz Bennett conseguiu enviar uma carta ao capitão Rose exigindo saber por que eles estavam sendo mantidos presos pelo governador do Arkansas. Após a recepção da carta, tropas foram enviadas para Benton a fim de resgatar os dois juízes.
Em Washington, Brooks foi apoiado politicamente, mas Baxter também teve suporte por causa da maneira antidemocrática que ele havia sido afastado do cargo. Tornava-se claro que a intervenção federal era necessária para resolver a disputa, apesar da política geral da administração Grant querer ficar fora dos assuntos de estados do Sul, o Presidente muitas vezes expressava irritação com governadores do Sul que pediam a ajuda de tropas federais para combater ondas regulares de atentados em anos eleitorais, Grant e o Procurador-Geral dos Estados Unidos, George Henry Williams, emitiram um comunicado conjunto apoiando Baxter e ordenando Brooks a desocupar a capital.
Em 19 de maio, o general Newton e suas tropas retomaram as dependências da sede de governo, que tinham acabado de ser evacuadas pelas forças de Brooks, e no dia 20 o Governador Baxter foi recolocado no poder.

### Desfecho
Em 7 de Setembro de 1874, a nova constituição foi preenchida e assinada por uma maioria de delegados. Todo o eleitorado, incluindo os ex-confederados e os libertos, votaram. A eleição não só foi para a ratificação da nova Constituição, mas também para funcionários do estado que seriam eleitos se a constituição fosse ratificada.
Ao final dos conflitos entre os dois blocos do Partido Republicano, a imagem do partido saiu extremamente arranhada, sendo que nos próximos noventa anos o estado passou a ser governado sempre por candidatos democratas, que venceriam já as eleições seguintes, até que o republicano Winthrop Rockefeller vencesse as eleições para governador em 1966.